# Chapelle Notre-Dame de la Candelaria (Río Grande)
La chapelle Notre-Dame de la Candelaria (en espagnol : capilla de Nuestra Señora de la Candelaria) est classée monument historique national de la République argentine par le décret no 3111/83.
Elle appartient à la Mission salésienne La Candelaria, fondée par Monseigneur José Fagnano (1844-1916) en 1893, pour héberger et éduquer les aborigènes de la région de Río Grande, selon les principes salésiens. 
À la suite d'un incendie, la mission est reconstruite en 1897 à son emplacement actuel, face à la route nationale 3, à quelque 10 km au nord de la ville de Río Grande, près du cap Domingo. La petite chapelle, est l'édifice le plus ancien de la région de Río Grande.
D'autres bâtiments construits par la mission se trouvent à proximité de la chapelle, tels que la Casa de la Misión (résidence des Pères directeurs), et la Casa de las Hijas de María Auxiliadora.
À la disparition de celle-ci en 1942, l'établissement est converti en école primaire et en une école agro-technique secondaire. 
Actuellement, elle abrite un musée ouvert au public exposant des collections de sciences naturelles et d'objets historiques.
Dans la zone côtière, à quelques mètres de là, à l'est de la route, se trouve l'ancien cimetière de la mission, qui est également classé monument historique national,,.